# Jan Kvidera
Jan Kvidera, též Jan Kvídera (4. června 1881 Krasavce – 26. září 1966 Plzeň[zdroj⁠?!]), byl český a československý novinář a politik, po 1. světové válce poslanec Revolučního národního shromáždění za Československou stranu socialistickou.

## Biografie
Od roku 1910 působil jako vydavatel plzeňského národně sociálního listu Naše snahy, o rok později se uvádí coby vydavatel listu Nové naše snahy.
V letech 1919–1920 zasedal v Revolučním národním shromáždění za Československou stranu socialistickou (dříve národní sociálové, pozdější národní socialisté). Do parlamentu nastoupil na 57. schůzi v červnu 1919 a na funkci poslance rezignoval na 134. schůzi v březnu 1920. Byl profesí mistrem krejčovským.